# Liste der Bischöfe von Swindon
Die Liste der Bischöfe von Swindon stellt die bischöflichen Titelträger der Church of England, der Diözese von Bristol, in der Province of Canterbury dar. Der Titel wurde nach der Stadt Swindon benannt. Bis 1994 hieß der Titel Bischöfe von Malmesbury, benannt nach der Stadt Malmesbury.
| Liste der Bischöfe von Malmesbury | Liste der Bischöfe von Malmesbury | Liste der Bischöfe von Malmesbury | Liste der Bischöfe von Malmesbury                 |
| Von                               | Bis                               | Name                              | Anmerkungen                                       |
| --------------------------------- | --------------------------------- | --------------------------------- | ------------------------------------------------- |
| 1927                              | 1946                              | Ronald Ramsay                     |                                                   |
| 1946                              | 1956                              | Ivor Watkins                      | danach Bischof von Guildford                      |
| 1956                              | 1962                              | Edward Roberts                    | danach Bischof von Kensington und Bischof von Ely |
| 1962                              | 1973                              | Jim Bishop                        |                                                   |
| 1973                              | 1983                              | Freddy Temple                     |                                                   |
| 1983                              | 1994                              | Peter Firth                       |                                                   |
| Liste der Bischöfe von Swindon    |                                   |                                   |                                                   |
| 1994                              | 2005                              | Michael Doe                       |                                                   |
| 2005                              | 2023                              | Lee Rayfield                      |                                                   |
| 2023                              | Gegenwart                         | Neil Warwick                      |                                                   |